# 西安回坊

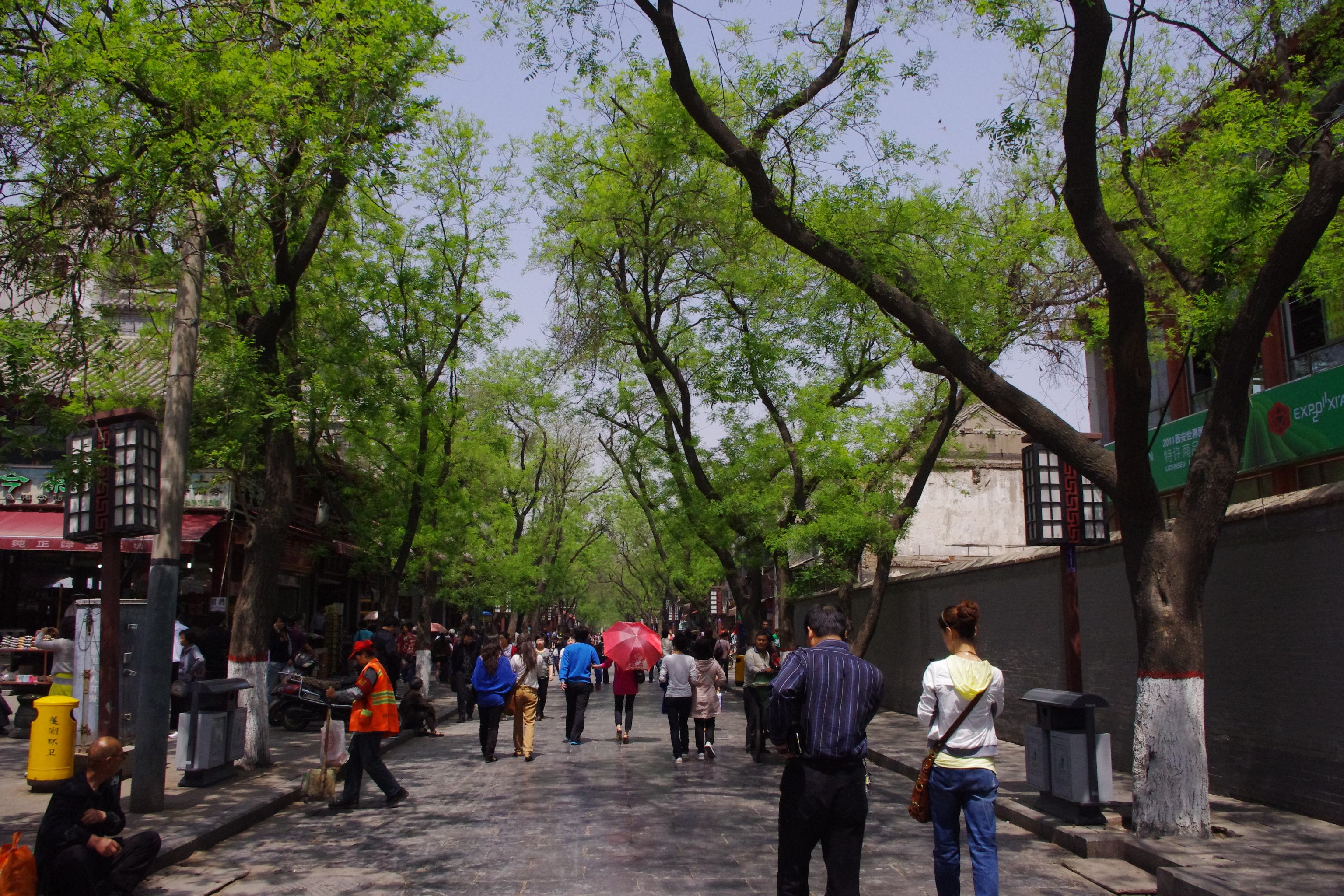
西安北院门步行街（回民街）

西安回坊是中國西安市的一个比较大的回族聚集区，位于西安城墙内西北区域，主要指西大街以北，北院门以西，红埠街以南，早慈巷以东的区域。回坊目前主要归属于北院门街道办事处下辖的化觉巷、红埠街、学习巷与洒金桥四个社区。据2003年统计，回坊内约有各族穆斯林人口32361人，占到西安穆斯林人口总数49.8%。页15

## 历史

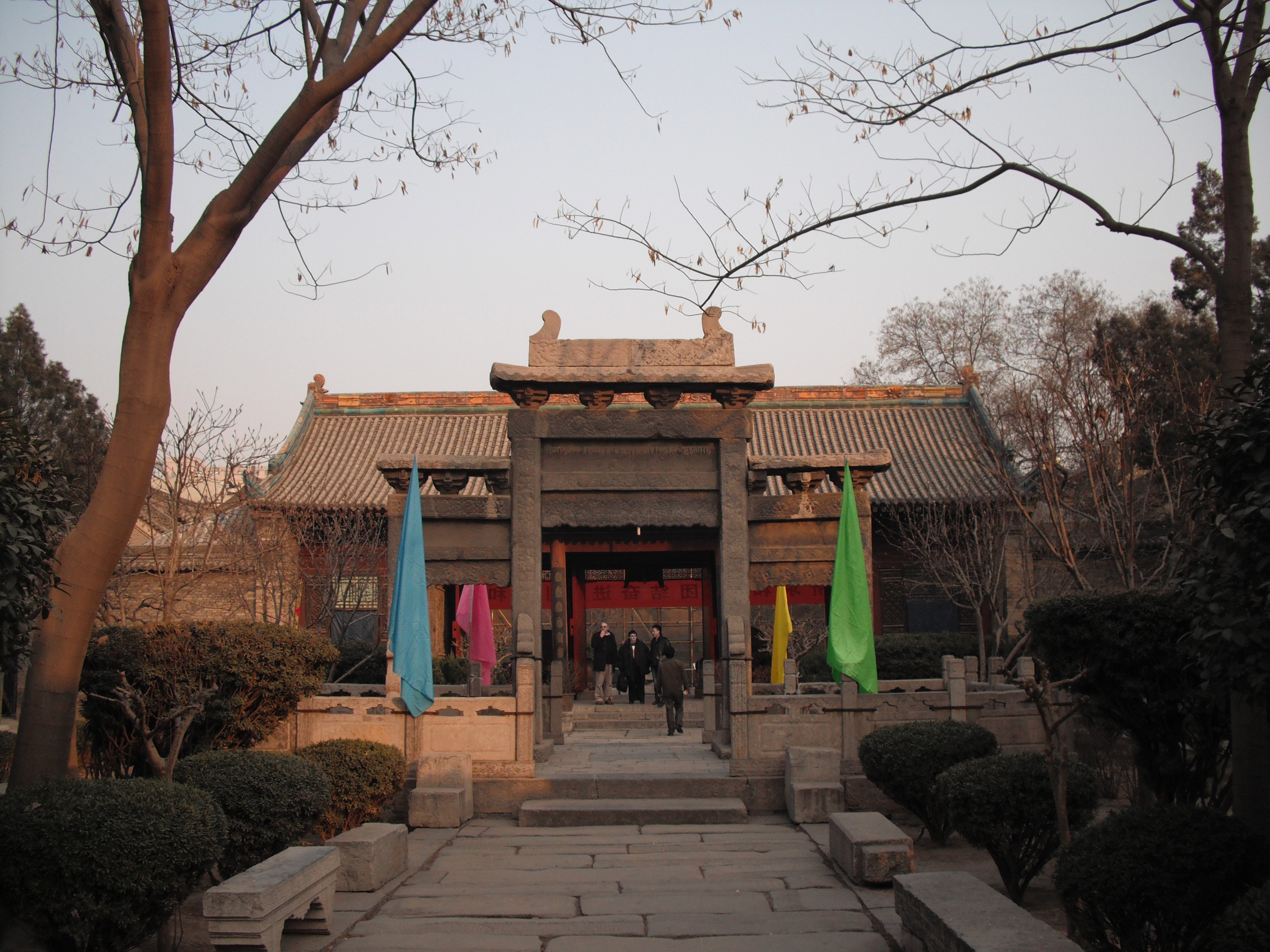
西安清真大寺

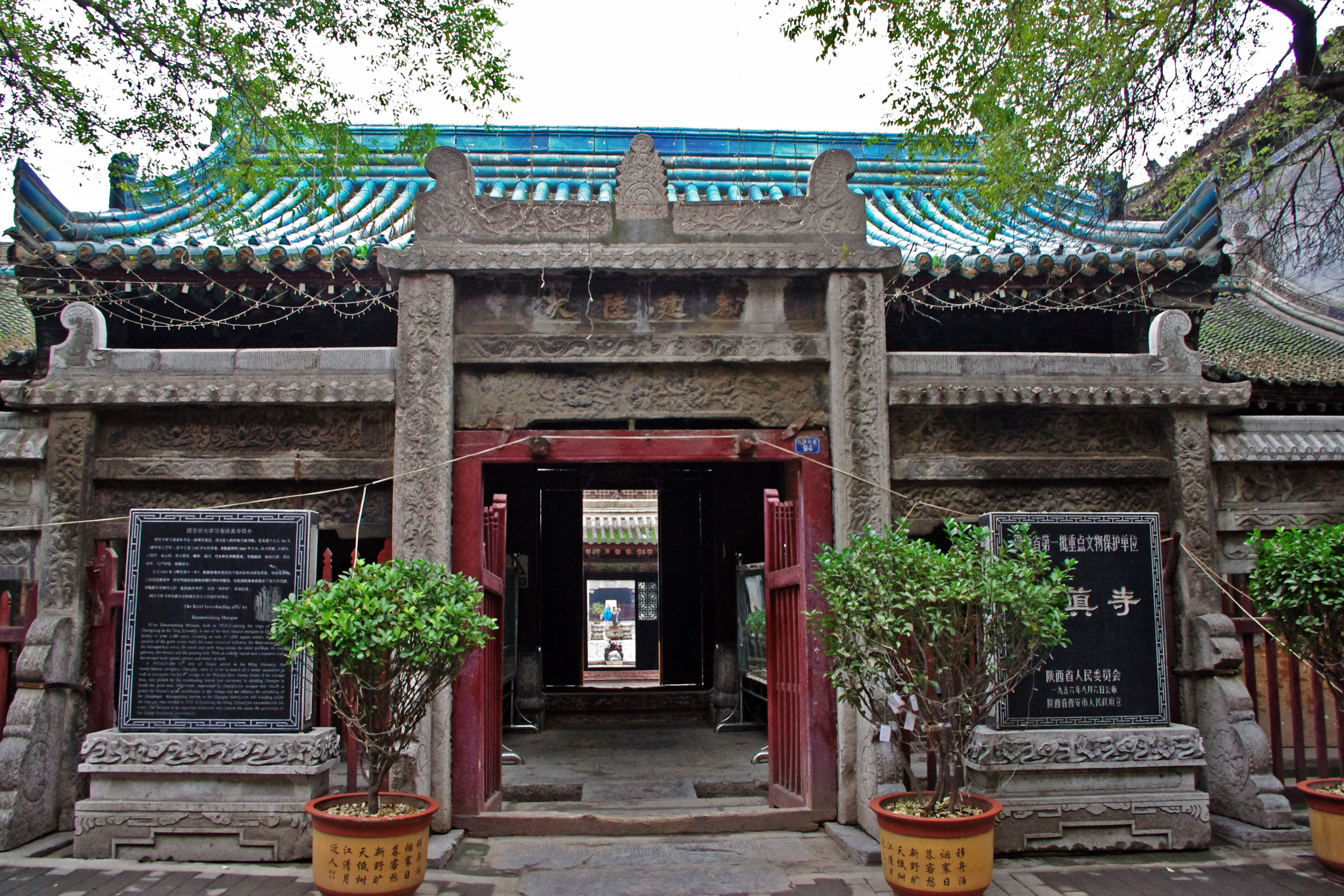
西安大学习巷清真寺

### 唐宋
现在的西安回坊，在唐代是政府机构尚书省的所在地。自唐代开始，有来自阿拉伯的穆斯林商人经丝绸之路陆续来到长安。
五代至北宋年间，回民开始在围绕大学习巷清真寺、化觉巷清真大寺附近的地区居住。

### 明代
明代西安府衙南北门位于鼓楼南北，附近富商云集，逐渐形成以回民为主的经营与生活区域。

### 清代“七寺十三坊”的格局
在清代乾隆时期之前，西安城内有七座清真寺，统辖居住在十三个街坊的坊民，因此西安回族有“七寺十三坊”的说法。页20其中七寺指化觉巷清真大寺、大学习巷清真寺、大皮院清真寺、小皮院清真寺、小学习巷清真营里寺、北广济街清真寺与洒金桥清真古寺；而十三坊的名称因为年代久远，传说与记载并不一致。页20
清同治时期的陕甘回变，西安城内的回族逃过一劫，七寺十三坊的格局得以继续维持。页22

### 民国时期
民国时期，因为依赫瓦尼思想的传播，新建立了洒金桥清真西寺和小学习巷清真中寺，营里寺与大学习巷寺也接受依赫瓦尼的思想。1919年，清真中寺建立。1920年，清真西寺建立。页22形成回坊九寺的格局。

### 中华人民共和国时期
中华人民共和国建立以后，尤其是在“文化大革命”时期，大多数清真寺停止了宗教活动，变成了工厂，或被其他单位占用。期间只有回坊的清真大寺与建国巷清真寺开放使用，洒金桥清真西寺作为殡仪馆仅供回民丧葬使用。页26
中共中央于1982年发布《关于我国社会主义时期宗教问题的基本观点和基本政策》后，关闭或被占的清真寺相继重新开放。并在原有九寺的基础上，增加了红埠街清真寺、西仓清真寺与西安（河南）旅陕清真寺。页27至此，回坊十二寺的格局初步形成。

## 环境
西安回坊内大部分地区都是由小巷构成，路面狭窄，经常发生交通拥堵。回坊内缺乏市政配套设施停车场、公共卫生间、排水等设施。页71
1997年，西安市市政建设委员会与挪威科技大学合作，对几处回坊内的传统民居进行了修复。2005年，政府曾计划在洒金桥一带组织拆迁，后因为改造方案、古建筑保护等原因搁浅，只对西大街、大麦市街部分区域做出了拆迁安置。页75

## 教育
通过成立西安市满拉培训班、清真寺业余学习班、清真女寺（学）经学班、清真寺寒暑假学习班等形式，回坊居民开展了各类型的教育实践活动。页77在回坊内，设立了伊斯兰文化研究会。研究会编辑发行《伊斯兰文化研究》期刊。回坊内还有西安大皮院伊斯兰学校、西安穆斯林学校、陕西伊斯兰专修学校（已停办）等教育研究机构。
西安回民中学与西安市第二十五中学也均位于回坊内。

## 饮食

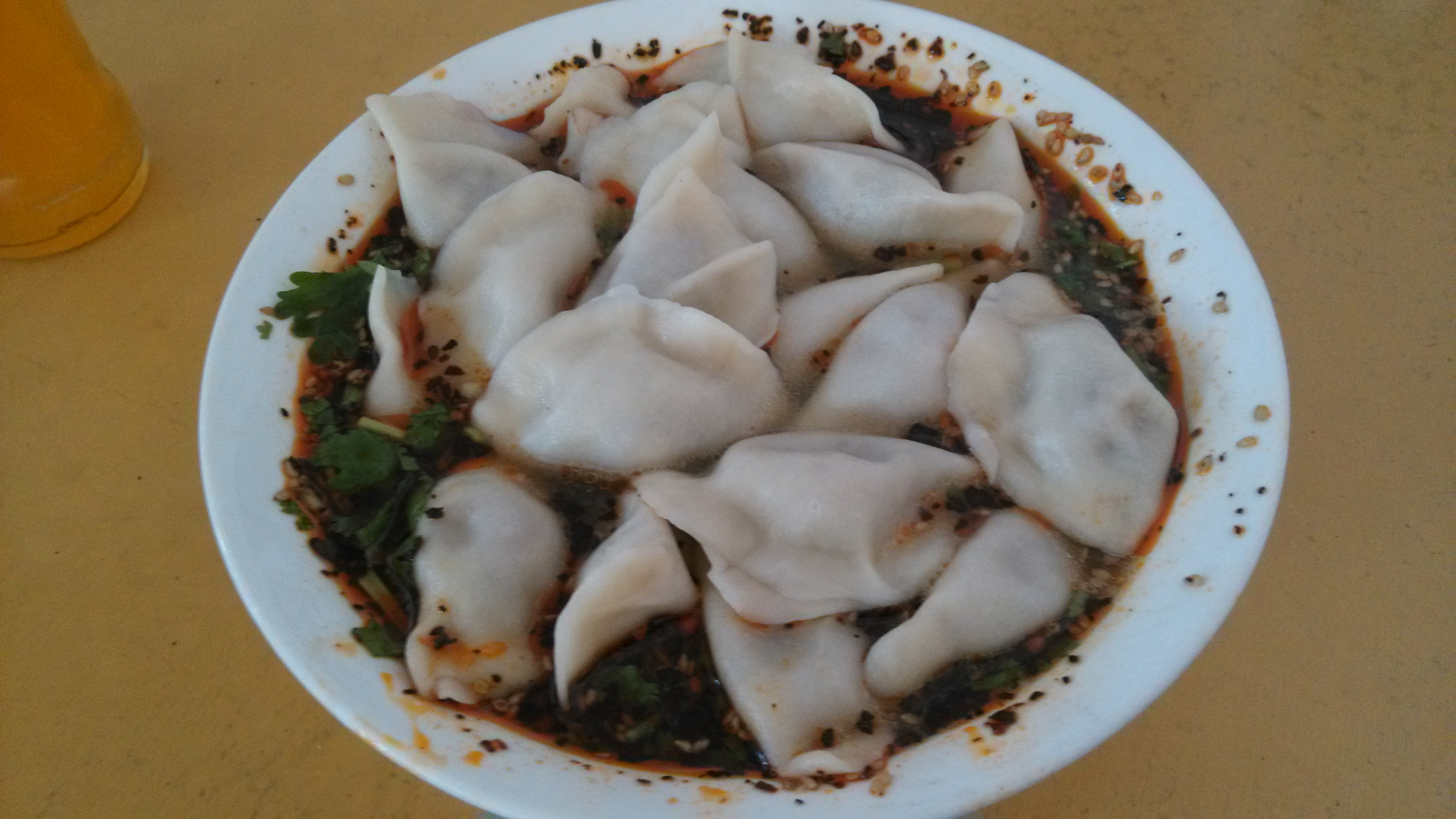
酸汤水饺

西安清真饮食的发展可以追述到唐代，至民国初年已经形成特色行业：以牛羊肉饮食为主，以糕点为辅。
回坊是西安著名的美食文化街区，回坊内北院门、北广济街、西羊市、大皮院等多条街道上的清真饮食受到游客与本地居民的欢迎。清真饮食中灌汤包子、羊肉泡馍、酸汤水饺、胡辣汤、油茶麻花等广受欢迎。
但是，回坊内部分餐饮商铺存在地面油腻粘滑，餐饮垃圾乱扔，未悬挂营业执照的问题。

## 交通

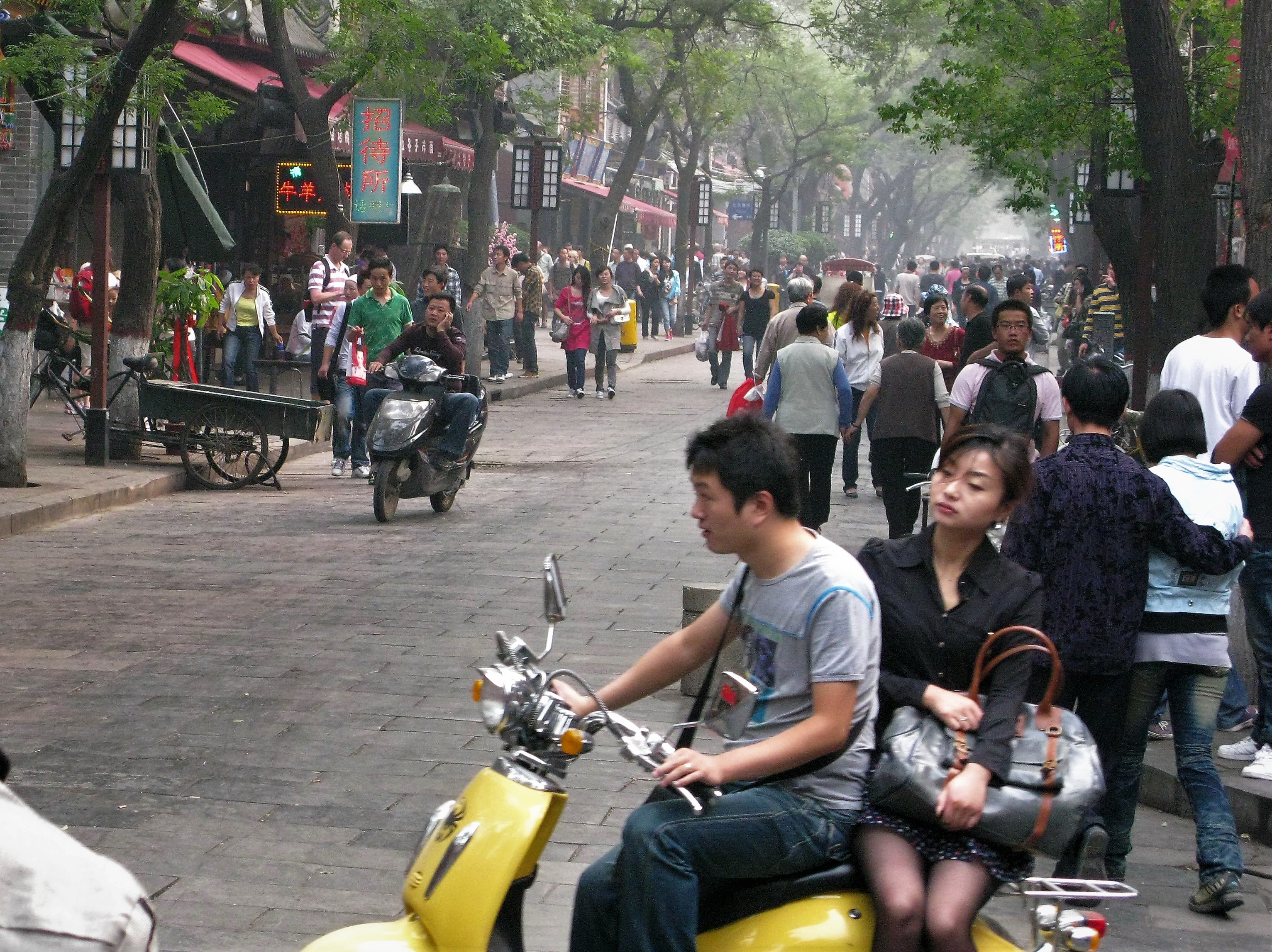
回民街上的各種交通工具

### 地铁

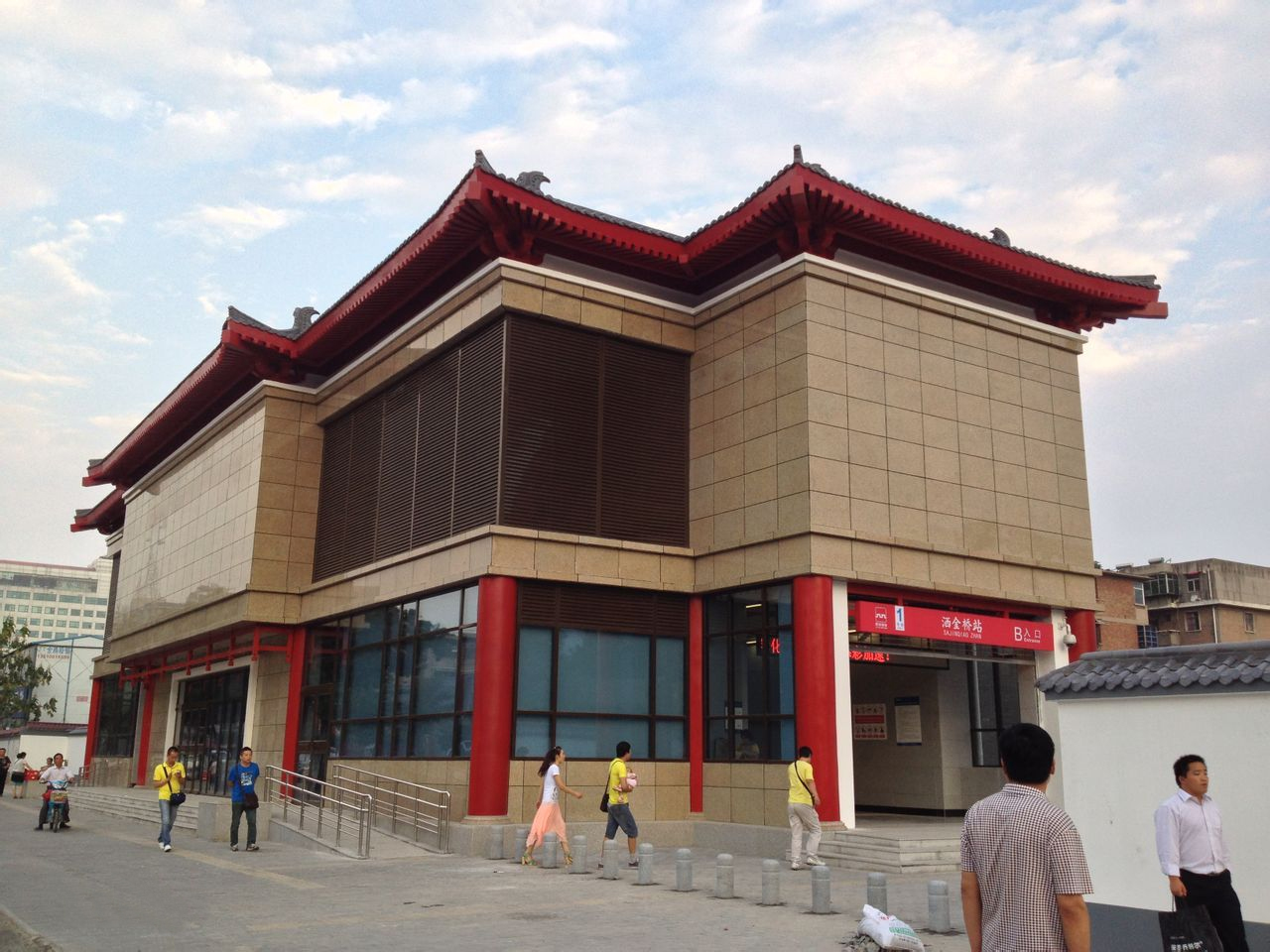
洒金桥地铁站B入口

因为回坊区域广阔，西安地铁2号线钟楼站、1号线洒金桥站均设置在回坊附近。

### 公交车
因为回坊位于西安市中心位置，大量公交线路均途经回坊。

### 电瓶车
回坊内道路狭窄，因此安排了电瓶车解决坊内交通问题。目前有三条线路，十三辆车。1号线从儿童医院到北院门北口，2号线从百盛到莲湖公园，3号线从桥梓口到洒金桥。